# Xã Wayne, Quận Jones, Iowa
Xã Wayne (tiếng Anh: Wayne Township) là một xã thuộc quận Jones, tiểu bang Iowa, Hoa Kỳ. Năm 2010, dân số của xã này là 726 người.